# بيدرو ميزا
بيدرو ميزا (بالإسبانية: Pedro Meza)‏ (15 أكتوبر 1985 بتشيهواهوا في المكسيك - ) هو لاعب كرة سلة مكسيكي في مركز الهجوم خلفي. لعب مع Halcones de Xalapa ‏.

## وصلات خارجية
- بيدرو ميزا على موقع الاتحاد الدولي لكرة السلة (الإنجليزية)
- بيدرو ميزا على موقع كرة السلة الأوروبية.كوم (الإنجليزية)
- بيدرو ميزا على موقع ريلجم (الإنجليزية)
- بيدرو ميزا على موقع بروبوليرز (الإنجليزية)
- بيدرو ميزا على موقع سبورتس رفرنس (الإنجليزية)